# Forn de calç del Solà de Bor
El Forn de calç del Solà de Bor és una obra de Bellver de Cerdanya (Baixa Cerdanya) inclosa a l'Inventari del Patrimoni Arquitectònic de Catalunya.

## Descripció
és un forn de calç circular amb un diàmetre interior aproximat de 2,70 metres. Està en molt mal estat, parcialment ensorrat, i totalment cobert de vegetació arbustiva. Situat en pendent, es pot intuir la seva estructura inicial, encara que l'interior del forn estigui també cobert per terra i roques. També s'hi poden observar restes de les parets interiors del forn. En el seu punt més alt, té una alçada propera als 2 metres d'alçada.